# Vollrath von Maltzan
Vollrath von Maltzan, baron zu Wartenburg und Penzlin, est un diplomate allemand, né le 22 décembre 1899 à Berlin et mort le 22 décembre 1967. Il a été ambassadeur de la RFA en France de 1955 à fin 1958.

## Biographie
Vollrath von Maltzan appartient à une famille de la noblesse immémoriale allemande, originaire de Poméranie occidentale et du Mecklembourg, dont le nom s'orthographie aussi Maltzahn. Son père quitte l'armée impériale allemande avec le grade de capitaine, pour s'occuper de ses domaines d'Odratzheim en Basse-Alsace. Sa mère, née Hermine Rosenfeld, est issue de la bourgeoisie juive berlinoise. Vollrath von Maltzan étudie au lycée de Strasbourg, alors en territoire allemand.
Il s'engage à la fin de la Première Guerre mondiale et quitte l'armée avec le rang d'officier pour poursuivre des études de droit à Berlin et à Heidelberg. Il est docteur en 1922 et devient juge-assesseur à Berlin. En 1925, il entre au ministère des Affaires étrangères, où son parent, le baron Adolf Georg von Maltzan, ancien ambassadeur, dirige le service de l'Est. Il atteint le rang de consul en 1927 et est aussitôt nommé secrétaire du ministre Stresemann (1871-1929), artisan du rapprochement franco-allemand avec Aristide Briand. Il est chargé des relations avec la Société des Nations à Genève. En 1928-1929, il est à la représentation allemande à Varsovie et de fin 1929 à fin 1933 à Paris. Il est ensuite aux affaires économiques du ministère des Affaires étrangères jusqu'en 1938.
De 1942 à 1945, Maltzan représente la section commerciale de la compagnie IG Farben. En 1946, il est nommé au ministère de l'économie du land de Hesse, puis par les autorités américaines de la zone d'occupation américaine en Allemagne sous-préfet, chargé des affaires interzones et extérieures, puis il dirige la section des affaires administratives en matière économique. La RFA ne voit le jour qu'en 1949. De 1950 à 1953, il dirige au ministère des Affaires étrangères le département du commerce extérieur et des relations économiques et de 1953 à 1955 le département des affaires politiques. Il termine sa carrière comme ambassadeur à Paris de 1955 à fin 1958.
Le baron von Maltzan était francophile et parfaitement francophone.

## Publications
- Die Niessbrauch in Aktien (1923).
- Die Industrie im Kampf um den Weltmarkt (1954).

## Décorations
- Grand-croix de la Légion d'honneur Le président René Coty lui remet les insignes le 17 octobre 1958[2].